# コール オブ デューティシリーズにおける年表
コール オブ デューティシリーズにおける年表は、アクティビジョンのファーストパーソン・シューティングゲーム『コール オブ デューティシリーズ』における実在・架空の出来事を年表形式に掲載する。この世界の出来事は現実の時間軸に沿って展開する設定になっており、以下の年代表記は西暦である。
太字は、実際に起きた出来事。

## 凡例
原則として、コール オブ デューティシリーズのうち、コール オブ デューティ4 モダン・ウォーフェア以前に発売され第二次世界大戦をベースにしたオリジナルシリーズ、2010年代の現代戦をベースにしたモダン・ウォーフェアシリーズおよび、第二次世界大戦と冷戦から近未来にかけて描いたブラックオプスシリーズの作中の設定に基づく出来事について列挙する。
モダン・ウォーフェアシリーズでは、初期3部作(コール オブ デューティ4 モダン・ウォーフェア、モダン・ウォーフェア2、モダン・ウォーフェア3)とリブート作品(コール オブ デューティ モダン・ウォーフェア、コール オブ デューティ モダン・ウォーフェアII)とは同名キャラクターの生没年などに矛盾が生じる別世界になっている。本年表では初期3部作の年表をモダン・ウォーフェアシリーズ、リブート版はモダン・ウォーフェアシリーズ(リブート版)として記述する。
「コール オブ デューティ モバイル」でもモダン・ウォーフェアシリーズのプライス大尉やブラックオプスシリーズのラッセル・アドラー、「ゴースト」のガブリエル・ローク、「アドバンスド・ウォーフェア」のアトラス社などシリーズ作品の登場人物・組織が多数登場するコミックが掲載されているが、こちらも登場人物の生没年等に矛盾が生じるストーリーとなっている。
また、モダン・ウォーフェアシリーズ(リブート版)、「ブラックオプス コールドウォー」および「ヴァンガード」は全て「コール オブ デューティ ウォーゾーン」とイムラン・ザカエフやブッチャー大尉などの登場人物や、舞台となる架空の都市「ヴェルンダンスク」等の世界観を共有しており、「コールドウォー」を通じてブラックオプスシリーズの世界観と繋がっている事が示唆されていたが、『コール オブ デューティ モダンウォーフェアIII』のゾンビ シネマティックにてウィーバーのミイラ化遺体が登場したことやコールドウォーのラベノフが続投していることから繋がりは確定的と思われる。

## オリジナルシリーズ

### 1930年代
- 1939年

第二次世界大戦勃発。

### 1940年代
- 1944年

6月6日 05:00 連合軍、フランス ノルマンディー海岸に上陸（コール オブ デューティ ワールド ウォー2）
7月19日 18:00 アメリカ軍、フランス サンローに進軍（コール オブ デューティ3）。
7月22日 04:00 イギリス軍、フランス トゥーシー近辺に進軍（コール オブ デューティ3）。
7月26日 11:00 フランス サン・ジェルマン・シュール・セーヴに進軍（コール オブ デューティ3）。
8月1日 23:50 フランス ファレーズ道でカナダ軍によるトータライズ作戦（Falaise road）開始（コール オブ デューティ3）。
8月5日 20:30 アメリカ軍、マイエンヌ橋でドイツ軍と戦闘（コール オブ デューティ3）。
8月8日 12:30 ポーランド軍によるフランス サンテニャン・クラメニル侵略作戦開始（コール オブ デューティ3）。
8月9日 07:00 アメリカ軍、オータンに進軍（コール オブ デューティ3）。
8月11日 16:00 アメリカ軍、エクーヴ森に進軍（コール オブ デューティ3）。
8月14日 18:00 カナダ軍、レゾン川に進軍（コール オブ デューティ3）。
8月20日 13:00 連合軍、シャンボワ包囲作戦開始。この一戦により、巴里は連合軍に解放される（コール オブ デューティ3）。
- 1945年

4月23日-30日 ソ連軍がドイツベルリンへ侵攻する（コール オブ デューティ）。

## モダン・ウォーフェアシリーズ

### 1960年代
- 1963年

マクミラン生まれる。

### 1970年代
- 1970年

9月4日 ウラジミール・R・マカロフ生まれる。

### 1990年代
- 1994年

ジョセフ・アレン生まれる。
- 1995年

プライス大尉、当時の上官であったマクミラン大尉と共にウクライナ・プリピャチ市へ潜伏、イムラン・ザカエフを殺害しようとしたが失敗（コール オブ デューティ4 モダン・ウォーフェア）。

### 2010年代
- 2010年

ソープ軍曹、SASの選抜試験を合格する（コール オブ デューティ4 モダン・ウォーフェア）。
中東某国ナンバー2の実力者カレド・アル=アサドが軍事クーデターを起こし、親米派大統領ヤシル・アル=フラニを拘束・処刑する（コール オブ デューティ4 モダン・ウォーフェア）。
- 2011年

ソープ、イムラン・ザカエフを殺害する（コール オブ デューティ4 モダン・ウォーフェア）。
- 2016年

ロシアではザカエフを信奉する大統領誕生、その後第三次世界大戦勃発（コール オブ デューティ モダン・ウォーフェア2）。
8月17日 ロシア連邦軍の攻撃でニューヨークが陥落寸前となるも、デルタフォースがジャミング兵器を破壊したことにより陥落を阻止する。その後ロシアはフロリダ半島南岸まで達していた戦線を後退する。同日、ソープとプライス、ニコライがマカロフの部下による襲撃に会うも脱出する（コール オブ デューティ モダン・ウォーフェア3）。
10月3日 ロシア大統領がアメリカとの和平会談のために、護衛と共に専用機でハンブルクへ向かうが、専用機がマカロフの部下達によりハイジャックされる（コール オブ デューティ モダン・ウォーフェア3）。
10月6日 イギリス・ロンドンを含む全ヨーロッパでマカロフの手下達による化学兵器テロ事件が発生、デイビス一家がテロ事件に巻き込まれる（コール オブ デューティ モダン・ウォーフェア3）。
10月14日 デルタフォースとタスクフォースがボリス・ワルシャフスキーとアショーナ救出作戦を開始する（コール オブ デューティ モダン・ウォーフェア3）。
- 2017年

1月21日 22:14 プライスとユーリがアラビア半島のホテルオアシスに逃れたマカロフを襲撃し、殺害する（コール オブ デューティ モダン・ウォーフェア3）。

## ブラックオプスシリーズ
ブラックオプスシリーズは日本国内未発売の「コール オブ デューティ ワールド・アット・ウォー」から始まり、その後は「ブラックオプス」とサブタイトルにつくシリーズが展開されている。
「ブラックオプス」以降たびたび収録されるゾンビモードはキャンペーンモードのストーリーとは直接関連が無かったが、「ブラックオプス コールドウォー」にてゾンビモードの登場人物だったサマンサ・マキシスがキャンペーンモードの世界に移動した事で関連が生まれた。

### 1890年代
- 1894年

中国系シンガポール人一世のゴウ・チャンの手によって、シンガポールに犯罪組織「54イモータルズ」が結成(コール オブ デューティ ブラックオプス3)。

### 1910年代
- 1913年

ヴィクトル・レズノフ（Viktor Reznov）生まれる。

### 1930年代
- 1930年

3月20日 フランク・ウッズ生まれる。
- 1932年

3月26日 ジェイソン・ハドソン生まれる。
- 1933年

6月3日 アレックス・メイソン生まれる。
- 1937年

2月12日 ラッセル・アドラー生まれる。
- 1939年

第二次世界大戦勃発。

### 1940年代
- 1941年

太平洋戦争勃発。
- 1942年

2月4日 ローレンス・シムス生まれる。
8月17日 アメリカ軍（第2海兵襲撃大隊）による南太平洋・マキン環礁上陸作戦（通称マキンの戦い）開始（コール オブ デューティ ワールド・アット・ウォー）。
8月31日 アラーシュ・カディヴァー生まれる。
9月17日 ナチス・ドイツによる侵攻作戦開始、スターリングラードが戦火に包まれる（コール オブ デューティ ワールド・アット・ウォー）。
- 1944年

グレゴリー・ウィーバーとその母親、ソ連からアメリカへ亡命。
9月15日-16日 アメリカ軍によるペリリュー島占拠作戦開始。この作戦をきっかけにサリバン軍曹が日本軍の奇襲により戦死（コール オブ デューティ ワールド・アット・ウォー）。
- 1945年

4月3日 アメリカ軍による沖縄侵攻作戦開始（コール オブ デューティ ワールド・アット・ウォー）。
4月16日-18日 ソ連軍、ゼーロウ高地に到達。ディミトリ・ペトレンコが途中の戦いでナチス・ドイツに捕まるが、レズノフらによって解放される（コール オブ デューティ ワールド・アット・ウォー）。
4月23日-30日 ソ連軍によるドイツベルリン侵攻作戦開始。ドイツ軍は激しく抵抗する（コール オブ デューティ ワールド・アット・ウォー）。
5月29日、アメリカ軍が首里城を襲撃。戦いが終わる（コール オブ デューティ ワールド・アット・ウォー）。
1945年10月29日1200時 ドラゴヴィッチ将軍による北極圏のドイツ軍に捕らわれたフリードリヒ・シュタイナー博士救出作戦開始。この作戦をきっかけにディミトリ・ペトレンコが毒ガス「ノヴァ6」の実験台にされて殺害される（コール オブ デューティ ブラックオプス）。
- 1946年

カシーム・ジャヴァディ生まれる。
- 1948年

10月25日 エレアザー・アズレイ生まれる。
フランク・ウッズ、アメリカ海兵隊入隊。

### 1950年代
- 1950年

朝鮮戦争勃発。
フランク・ウッズ、アメリカ海兵隊第1海兵臨時旅団に配属され、朝鮮戦争へ送られる。
- 1951年

アレックス・メイソン、アメリカ海兵隊に入隊。
- 1952年

7月20日 ヘレン・パーク生まれる。
アレックス・メイソン、第2偵察大隊に選抜され、朝鮮戦争へ送られる。
- 1954年

グレゴリー・ウィーバー、アメリカ陸軍へ入隊。レンジャースクールでの成績が評価されCIA特殊活動課の工作員となる。
- 1955年

11月1日 ベトナム戦争勃発。
ジェイソン・ハドソン、第101空挺師団 (アメリカ軍)を不名誉除隊。その後、ジョージタウン大学で心理学と政治学を学ぶ。
- 1956年

5月17日 フランク・ウッズ、CIA特殊活動課の工作員となる。
- 1958年

9月15日 アレックス・メイソン、アメリカ海兵隊の任期満了となり、CIAに入る。
- 1959年

ジェイソン・ハドソン、CIAに入る。
ラッセル・アドラー、CIAに入る。

### 1960年代
- 1961年

アレックス・メイソン、OP40に選抜。ザパタ作戦(ピッグス湾事件)のためキューバに潜入。
4月17日-4月19日 ピッグス湾事件
4月17日0500時 ピッグス湾事件の最中、アレックス・メイソン達CIAの特殊作戦チーム「OP40」によるフィデル・カストロ暗殺作戦開始。海辺の別荘に急襲、カストロ暗殺に成功したかに見えたが、実は影武者で、そのあとメイソンはヴォルクタ強制収容所へ連れて行かれることになる（コール オブ デューティ ブラックオプス）。
- 1963年

10月6日0600時 ソ連ヴォルクタのヴォルクタ強制収容所でレズノフとメイソンらによる脱出を兼ねた反乱作戦が起きる（コール オブ デューティ ブラックオプス）。
11月10日 メイソン、ペンタゴンでジョン・F・ケネディに呼び出され、ドラゴヴィッチ暗殺と宇宙船打ち上げ阻止を含めた秘密作戦「オペレーション・フラッシュポイント」に参加する（コール オブ デューティ ブラックオプス）。
11月17日0700時 ソビエト連邦 カザフ・ソビエト社会主義共和国 バイコヌールでアメリカ軍による「オペレーション・フラッシュポイント」作戦開始。ウィーバーが捕まるというアクシデントがあり、作戦を強行、宇宙船の打ち上げ阻止には成功したものの、もう一つの目的であるドラゴヴィッチ暗殺には失敗する（コール オブ デューティ ブラックオプス）。
11月22日 ケネディ大統領暗殺事件。
- 1964年

1月24日 MACV-SOG設立。
- 1965年

フランク・ウッズ、MACV-SOGに配属。
- 1967年

ラッセル・アドラー、ローレンス・シムス、MACV-SOGの同じチームに配属。
ディミトリ・ベリコフがCIA工作員と接触し、ハドソンと繋がりが生まれる。
- 1968年

1月21日0900時 アレックス・メイソンはドラゴヴィッチの腹心であるクラフチェンコがラオスで活動している事を察知、ジェイソン・ハドソンと共にMACV-SOGへ参加しベトナムのケサンへ向かう。そこで五年ぶりにウッズと再会する（コール オブ デューティ ブラックオプス）。
1月26日 ラッセル・アドラー、ローレンス・シムスらのMACV-SOGチーム、フラクチャー・ジョー作戦を実行。重要資材の確保のため、南ベトナムのダナンにあるリップコード火力支援基地へ向かう（コール オブ デューティ ブラックオプス コールドウォー）。
2月2日1900時 MACV-SOGのチームが北ベトナム軍の攻撃激しいフエ市に降下。そこで、レズノフと再会する（コール オブ デューティ ブラックオプス）。なお、メイソンたちの隣のチームにはラッセル・アドラーが参加。
2月9日1200時 メイソン、クラフチェンコがラオス領内でノヴァ6に関わる活動を行っている事が突き止める（コール オブ デューティ ブラックオプス）。
2月9日1700時 ハドソン、ウィーバーとともに香港の九龍城にてプロジェクト・ノヴァの関係者であったダニエル・クラーク博士を確保。しかし、尋問中にスペツナズ部隊がクラーク博士を襲撃,殺害される（コール オブ デューティ ブラックオプス）。
2月11日1300時 メイソン、墜落したノヴァ6を搭載したソ連の偽装輸送機を見つけるため、墜落した輸送機があるラオスへ向かう（コール オブ デューティ ブラックオプス）。
2月18日1700時 ハドソンらCIAチーム、クラークの証言を元にウラル山脈ヤマンタウ山にある軍事施設に潜入。モーズリー大尉らが操縦するSR-71の偵察支援もあり、潜入は成功。しかし、ハドソンらが突入した時にはすでにシュタイナーの姿は無く、基地では撤収準備が進んでいた。その後ラオスのメイソンらは、クラフチェンコによって捕らえられることとなる（コール オブ デューティ ブラックオプス）。
2月19日1100時 ボウマンたちが敵の兵士によって殺害される中、ウッズとメイソンは一瞬の油断を突き脱出に成功、その後クラフチェンコの拠点を襲撃、そこでレズノフと再び再会する（コール オブ デューティ ブラックオプス）。
2月23日2230時 メイソン、シュタイナーを殺害すべくレズノフとともにアラル海のリバース島に向かう。同時にハドソンもシュタイナーを捕らえるために反対側から向かう。その後、シュタイナーを殺害したメイソンは、ハドソンによって拘束される。リバース島襲撃にはラッセル・アドラーも参加し、クラフチェンコの部下であるKGB研究員のヴィホル・"スティッチ"・クズミンを尋問。5年前のバイコヌールでクラフチェンコに左目を奪われたウィーバーの意趣返しとして、スティッチの左目を失明させる（コール オブ デューティ ブラックオプス/コール オブ デューティ ブラックオプス コールドウォー）。
2月26日0600時 メイソン、ハドソンらとともにメキシコ湾にある送信施設の破壊に向かう（コール オブ デューティ ブラックオプス）。
ヘレン・パーク、オックスフォード大学へ入学。日付不明。

### 1970年代
- 1972年

フランク・ウッズ、ベトナムのハノイにある収容所から脱出。
- 1973年

6月19日、ジョセフィーナ・メネンデスが兄ラウル・メネンデスを助けるため、火事になった家から脱出するもやけどを負う（コール オブ デューティ ブラックオプス2）。
ゾンビモードの世界から移動してきたサマンサ・マキシス、西ドイツ バーデン＝ヴュルテンベルク州のハイデルベルク大学を卒業。
- 1974年

サマンサ・マキシス、連邦情報局(BND)に就職。
- 1975年

アンゴラ内戦勃発。
4月29日 フランク・ウッズ、ベトナムのサイゴンへ送られる（コール オブ デューティ ブラックオプス ディクラシファイド）。
- 1976年

アレックス・メイソン、ドイツのベルリンへ向かう（コール オブ デューティ ブラックオプス ディクラシファイド）。
ラッセル・アドラー、アムステルダム=セントルムの警察署長ハンス・ティマーマンと出会う。
- 1977年

ウッズ、ノヴァ計画復活を阻止するため、かつてハドソンとウィーバーが破壊したソ連のヤマンタウ山基地へ送られる（コール オブ デューティ ブラックオプス ディクラシファイド）。
- 1978年

イラン革命。
- 1979年

7月19日 メイソンはニカラグアのマナグアへ派遣され、潜入工作員の脱出を支援する。3ヶ月後、アフガニスタンへ送られる（コール オブ デューティ ブラックオプス ディクラシファイド）。
11月4日 イランアメリカ大使館人質事件。
アレックス・メイソンの息子、デイビッド・メイソン生まれる。
サマンサ・マキシス、イランで任務に就く。
グレゴリー・ウィーバー、上司の命令に背き、サマンサを国外へ脱出させる。

### 1980年代
- 1981年

1月8日 アレックス・メイソン、ジェイソン・ハドソンからイランアメリカ大使館人質事件の犯人を追うチームへの参加を打診する電話を受ける。
1月12日 アレックス・メイソンは、ラッセル・アドラー、フランク・ウッズとともに、イランアメリカ大使館人質事件の犯人の一人アラーシュ・カディヴァーの情報を聞き出すため、オランダのアムステルダムでアラーシュの部下カシーム・ジャヴァディを追う（コール オブ デューティ ブラックオプス コールドウォー）。
1月13日 カシームから聞き出した情報によって18時間後にトルコのトラブゾン空港でアラーシュを捕らえ、ソ連KGB工作員「ペルセウス」の情報を耳にする（コール オブ デューティ ブラックオプス コールドウォー）。
1月17日 ハドソン、ラッセル・アドラーにペルセウス追跡チームの結成を要請する。
1月20日 イランアメリカ大使館人質事件解決。
2月24日 アドラーのCIAチームに加わったベルがペルセウスの調書からアントン・ヴォルコフの名を解読し、ヴォルコフが部下のフランツ・クラウスと会う東ベルリンへ向かう（コール オブ デューティ ブラックオプス コールドウォー）。
2月27日 ベルとアドラーのチームはウクライナ・ソビエト社会主義共和国でフランク・ウッズ、アレックス・メイソンと合流し、軍事基地の調査に当たる（コール オブ デューティ ブラックオプス コールドウォー）。
3月3日 ペルセウスがニキータ・ドラゴヴィッチの残したスパイのリストを狙っている事を知ったメイソンとウッズは、かつてハドソンとウィーバーが破壊したソ連のヤマンタウ山基地に潜入し、記録の残されたメインフレームを探す（コール オブ デューティ ブラックオプス コールドウォー）。
3月6日 ペルセウスが得たスパイの身元を探るため、ベルとアドラーは内通者の助力を得てKGB本部ルビャンカ・ビルへ潜入する。そこではソ連共産党書記長（当時）だったミハイル・ゴルバチョフがレフ・クラフチェンコ、イムラン・ザカエフ、ディミトリ・ベリコフを呼び出し、KGB内のスパイについて会議を行っていた（コール オブ デューティ ブラックオプス コールドウォー）。
3月13日 ペルセウスがドイツで盗み出したグリーンライトを奪還するため、チーム総出でキューバのハバナへ向かう（コール オブ デューティ ブラックオプス コールドウォー）。
3月15日 ベルから得た情報をもとに、チームはペルセウスの潜伏先へ向かいソ連の攻撃を止める（コール オブ デューティ ブラックオプス コールドウォー）。
- 1982年

5月21日 CIA-JSOC 特殊部隊がニカラグアにてメネンデスカルテル、キューバのDGI（英: Dirección de Inteligencia）と衝突する。この作戦でホセ・ルイス・メネンデスがCIAによって殺害される。率いたのはジェイソン・ハドソン（コール オブ デューティ ブラックオプス2、コール オブ デューティ ブラックオプス ディクラシファイド、コール オブ デューティ ブラックオプス コールドウォー マルチプレイモード）。
- 1983年

3月9日 ソ連KGB本部ルビャンカビルからスパイが脱出するのを支援するため、MI6 とGRUのスペツナズが交戦(コール オブ デューティ ブラックオプス コールドウォー マルチプレイモード)。
11月13日 合同軍事演習中にペルセウスが西ドイツ ハノーヴァーのNATO軍基地を標的にし、BNDとシュタージのHVA（独: Hauptverwaltung_Aufklärung）が交戦(コール オブ デューティ ブラックオプス コールドウォー マルチプレイモード)。
12月5日 ソビエト連邦ウズベク・ソビエト社会主義共和国スルハンダリヤ州にてMI6 とGRUのスペツナズが交戦(コール オブ デューティ ブラックオプス コールドウォー マルチプレイモード)。
サマンサ・マキシス、ポーランド モラスコでソ連のスペツナズによるプロジェクト・エンドステーションの情報を入手し、ラングレーにいるウィーバーに渡す。
ペルセウス、死亡。
- 1984年

コール オブ デューティ ブラックオプス コールドウォー マルチプレイモードのマップの多くとバトルパスシーズンのシネマティックが1984年を舞台にしている。
1月1日 DEAのエージェントがカリフォルニア州ロサンゼルス ハリウッドヒルズの邸宅を捜索し、CIA-JSOC とGRUのスペツナズが交戦(コール オブ デューティ ブラックオプス コールドウォー マルチプレイモード)。
1月17日 ペルセウスがマイアミで大量殺戮を起こし、CIA-JSOC とDGIが交戦(コール オブ デューティ ブラックオプス コールドウォー マルチプレイモード)。
1月20日 ペルセウスの側近スティッチが、西ベルリンのCIAセーフハウス(キャンペーンモードでアドラーやベルが使用した場所)を襲撃(コール オブ デューティ ブラックオプス コールドウォー シーズン1シネマティック)。
1月21日 ペルセウスの側近スティッチがアドラーを誘い出し、ニュージャージー州でCIA-JSOC とGRUのスペツナズが交戦。アドラーはスティッチに捕まり、ヘリで移送される(コール オブ デューティ ブラックオプス コールドウォー / コール オブ デューティ ウォーゾーン シーズン1シネマティック、マルチプレイモード)。
2月2日 ベルリン地下鉄構内にてBNDとHVAが交戦(コール オブ デューティ ブラックオプス コールドウォー マルチプレイモード)。
3月23日 モスクワ市街地CIAのセーフハウスが発見され、CIA-JSOC とGRUのスペツナズが交戦(コール オブ デューティ ブラックオプス コールドウォー マルチプレイモード)。
3月28日 ロサンゼルスの人気テレビ局からソ連の暗号が送信されている事が示唆され、CIA-JSOC とGRUのスペツナズが交戦(コール オブ デューティ ブラックオプス コールドウォー マルチプレイモード)。
4月19日 スティッチはアドラーをヴェルダンスクへ移送中。ウッズ達CIAが救出作戦のためラオスに展開(コール オブ デューティ ブラックオプス コールドウォー / コール オブ デューティ ウォーゾーン シーズン2シネマティック)。
6月2日 ペルセウスの部下である元NISのレイスと元MI6のナイトがヤマンタウ山のソ連軍基地を襲撃し、洗脳に用いる数字列が記録された磁気テープを強奪。同時刻、スティッチはアドラーをソ連領内のヴェルダンスクに監禁中(コール オブ デューティ ブラックオプス コールドウォー / コール オブ デューティ ウォーゾーン シーズン3シネマティック)。
6月26日 南アフリカのジャンプシート地上局をペルセウスのジャッカルが襲撃し、地上管制官に人工衛星の墜落を強要する。人工衛星はソ連のヴェルダンスク、北アフリカのアルジェリアに落下。アルジェリアでこれを確保しようとするCIAとスペツナズが交戦(コール オブ デューティ ブラックオプス コールドウォー / コール オブ デューティ ウォーゾーン シーズン4シネマティック)。
6月30日 アメリカ国家安全保障局施設のルーム9にてアドラーが拘束され、アルジェリアで行方不明になった後にヴェルダンスクでしていた行動について尋問される(コール オブ デューティ ブラックオプス コールドウォー / コール オブ デューティ ウォーゾーン シーズン6シネマティック)。
7月4日 ネバダ州ニュークタウンでCIA-JSOC とGRUのスペツナズが交戦(コール オブ デューティ ブラックオプス コールドウォー マルチプレイモード)。
7月23日 ドイツのトイフェルスベルクにあるNATOリスニングステーションにペルセウスのキツネが潜入しハッキングを行う。CIAチームが突入するが、数列による洗脳放送が始まってしまい、ウッズとストライカー以外が裏切り同士討ちを始めてしまう。被弾したウッズはストライカーに抱えられて逃走し、キツネは洗脳したCIAチームに指示してヘリで脱出(コール オブ デューティ ブラックオプス コールドウォー / コール オブ デューティ ウォーゾーン シーズン5シネマティック)。
7月26日 ペルセウスがアメリカのKH-9を破壊し、墜落地点のアンゴラの砂漠でMI6とDGIが交戦(コール オブ デューティ ブラックオプス コールドウォー マルチプレイモード)。
8月2日 ソ連ヴェルダンスクにて、第二次大戦期にドイツが残したバンカー内でペルセウスのスティッチと元スペイン陸軍DOT所属のフューズが爆弾を解除しようとして失敗。ヴェルダンスクで大規模な爆発が発生。一方、ルーム9ではアドラーの尋問が続いており、かつてドラゴヴィッチに同じ洗脳を受けたメイソンが数列を使ってアドラーの洗脳を解除。ウッズ、ハドソンと共に4人はヴェルダンスクへ向かう(コール オブ デューティ ブラックオプス コールドウォー / コール オブ デューティ ウォーゾーン シーズン6シネマティック)。
8月19日 ソ連ヴェルダンスクにある第二次大戦時の東部戦線だった森林内にいるスティッチの元にCIAのヘリコプターが着陸する。アドラーはペルセウスの居場所を聞き出すが、スティッチはペルセウスとは一人の人物ではなく思想である事、その場にある墓がアドラーの追っていたペルセウスであり、1983年に既に死亡していた事、彼も最初のペルセウスではなく、自分も最後のペルセウスではない事を明かす。その後、アドラーはスティッチを処刑する(コール オブ デューティ ブラックオプス コールドウォー / コール オブ デューティ ウォーゾーン 完全ローンチ後のストーリーシネマティック)。
8月20日 カリフォルニア州ロサンゼルスの駅でDGIが人質を取ったと報告を受け、CIA-JSOC が交戦(コール オブ デューティ ブラックオプス コールドウォー マルチプレイモード)。
8月24日 ソ連ヴェルダンスクにある第二世界大戦期にドイツ軍が作ったバンカー内をCIAチームが調査する。その中でSOEの退役軍人であるブッチャー大尉と出会い、ヴァンガードと第二世界大戦期の彼らの太平洋での作戦について話を聞く(コール オブ デューティ ブラックオプス＆ヴァンガード シネマティック)。
10月7日 船上でCIA-JSOC とGRUのスペツナズが交戦(コール オブ デューティ ブラックオプス コールドウォー マルチプレイモード)。
12月 ネバダ州クリスマス仕様に飾られたニュークタウンでCIA-JSOC とGRUのスペツナズが交戦(コール オブ デューティ ブラックオプス コールドウォー マルチプレイモード)。
- 1985年

1月22日 東ドイツ 東ベルリンに作られたペルセウスの秘密訓練施設にて、NATO軍特殊部隊(BND)とHVAが交戦(コール オブ デューティ ブラックオプス コールドウォー マルチプレイモード)。
- 1986年

7月2日、アンゴラ内戦中、アンゴラ全面独立民族同盟（UNITA）のジョナス・サヴィンビとメイソンがウッズ捜索に協力する（コール オブ デューティ ブラックオプス2）。
9月5日、戦線に戻ったウッズはメイソンと共にメネンデスの情報を手に入れる代わりにイスラム兵士のムジャヒディンに協力するが、そこでクラフチェンコと再会。クラフチェンコを殺害するも、直後にムジャヒディンに裏切られ、アフガニスタンの砂漠に置き去りにされてしまう（コール オブ デューティ ブラックオプス2）。
9月25日、マヌエル・ノリエガとCIAが手を結びラウル・メネンデス逮捕作戦を行う。この作戦をきっかけにジョセフィーナ・メネンデスがウッズによって誤って殺害される（コール オブ デューティ ブラックオプス2）。
- 1989年

12月19日-20日、ウッズたちがパナマの指導者マヌエル・ノリエガ逮捕作戦のためにSEALsと協力してパナマ侵攻を開始する。ウッズがメイソンを誤って殺害する（コール オブ デューティ ブラックオプス2）。

### 1990年代
- 1991年

1月23日 05：20 CIAのウィリアム・"ケース"・カルデロン、はウッズの弟子であるトロイ・マーシャル、ジェーン・ハロウらと共にクウェートのアル・ジャハラにて フセイン政権の要人サイード・アラウィの確保を試みる。しかし、「パンテオン」という名の組織から襲撃を受ける。生き延びるも1年以上失踪していたラッセル・アドラーが現れてアラウィを殺害してしまう(コール オブ デューティ ブラックオプス6)。
1月30日 21：00 ケースは、アドラーに雇われパンテオンを追っていた暗殺者、セヴァティ・“セヴ”・デュマの仕事に同行する。かつてセヴが雇われていた南欧の都市・アヴァロンの犯罪派閥の一つ「ギルド」の幹部とパンテオンとの通話を盗聴した後、ギルドの幹部会議に乗り込み幹部を一掃し、セヴの信頼を得て仲間にする(コール オブ デューティ ブラックオプス6)。
2月2日 21：10 ケースらはCIAに捕らわれたアドラーを救うため、ワシントンD.C.にあるCIAのブラック・サイトに侵入する。施設は既にパンテオンによる襲撃が始まっていたが、セヴと元シュタージの天才技術者フェリックス・ニューマンの支援もありアドラーの脱獄に成功する。(コール オブ デューティ ブラックオプス6)。
2月5日 06：14 パンテオンがフセインから極秘の施設を使用する代わりに「クレードル」という生物兵器をフセインの宮殿に輸送したという情報を得たケースらは、砂漠の嵐作戦を実行中のSASによる宮殿爆撃を遅らせるために、ヘレン・パークの案内の元デルタフォースとしてイラク軍のスカッドランチャー破壊に協力する(コール オブ デューティ ブラックオプス6)。
2月5日 07：48 ケースらはサダムの宮殿の地下バンカーに突入し、クレードルのサンプルとディスク、ロシア語のメモを回収。クレードル開発のプロジェクトリーダーがロシアの科学者マトヴェイ・グセフであること、クレードルはアメリカ国内の研究施設「コスパー・ソリューションズ」で作られたことが判明する(コール オブ デューティ ブラックオプス6)。
2月7日 08：49 ケース、マーシャル、セヴは10年ほど前にアドラーが働いていた「コスパー・ソリューションズ」に侵入する。しかしケースは二人と逸れてしまった上にガスマスクが壊れガスを吸ってしまう。武器も連絡手段も無い中、脳内に流れてくる謎の女性の声に従いながら、ゾンビと化した大量の職員を倒しつつ、マーシャルらが待つバイオテクノロジー塔を目指す (コール オブ デューティ ブラックオプス6)。
2月11日 19：45 チームは回収したディスクに残されていたグセフの音声からアヴァロンにあるカジノ・ルタッツィの貸金庫「B24」に何かがあると踏みカジノ・ルタッツィに潜入。貸金庫のセキュリティは金庫内からしか開けられないため、手分けして工作活動を行う(コール オブ デューティ ブラックオプス6)。
2月13日 11：52 グセフがクウェートの空港から逃げようとしていることを知ったケースらは、アドラーの戦友であり部下であったローレンス・シムス大尉の助力を得て、グセフを確保。クレードルは元々ハロウによりアメリカの研究所から持ち込まれたもので、パンテオンがイラクの研究所で伝染性に変え、かつてソ連の収容所があったヴォルクタに生産設備を備えた研究所があると言う(コール オブ デューティ ブラックオプス6)。
2月15日 06：52 クレードル確保のため、チームはヴォルクタに潜入する。セヴがパンテオン兵士に変装して基地のレーダー、駐機しているヘリコプター、SAMサイトを無力化した後、ケースらが突入。クレードルは既に出荷されていたが、地下の研究室で指揮をとっていたハロウを捕縛する。(コール オブ デューティ ブラックオプス6)。
2月16日 ケースらがパンテオンから隠れ家を防衛している間、ウッズに尋問をハロウを尋問。パンテオンの最終目的は、ワシントンD.C.の議事堂一帯でクレードルを利用した偽旗作戦を行い、CIA幹部のダニエル・リヴィングストンを失脚させ、ハロウを後釜に据えることでCIAを掌握することであった。程なくして防衛線が突破され、ハロウはヘリコプターで脱出しようとする。ケースはハンドガン片手にヘリに飛び乗り、ハロウと対峙するがハンドガンが暴発してパイロットが即死し、機体は海に墜落してしまう。ハロウはヘリを脱出しようとするもドアは水圧で開かず、二人は浸水する機内で肉弾戦を繰り広げる。ケースはハロウが怯んだ隙に近くにあったクレードルの瓶で殴りつけ、弾みでクレードルが漏れ出してしまう。クレードルによって凶暴になったケースは薄れゆく意識の中で、力の限りハロウの首を締め付ける(コール オブ デューティ ブラックオプス6)。

### 2010年代
- 2013年

7月2日 ジェシカ・メイソン生まれる(コール オブ デューティ ブラックオプス4)。
- 2018年

コアレッセンス社設立。

### 2020年代
- 2025年

3月14日 フランスとドイツがEUからの離脱を表明（コール オブ デューティ ブラックオプス3）。
4月20日 デイビッド・エイソンらNavy SEALs Team 6がミャンマー山奥にあるコルディス・ダイの研究施設を襲撃。キューバ人PMCと交戦する（コール オブ デューティ ブラックオプス2）。
4月28日 1957年に調印されたローマ条約、1993年のマーストリヒト条約が解消され、EUが正式に解体される（コール オブ デューティ ブラックオプス3）。
5月29日 ラウル・メネンデスがISI司令官と会合を行うため、デイビッド達がパキスタンに潜入（コール オブ デューティ ブラックオプス2）。
6月12日 サイバー兵器「カルマ」を探すため、デイビッド達はケイマン諸島のリゾート施設「コロッサス」に潜入（コール オブ デューティ ブラックオプス2）。
6月19日 ウッズがデイビッド・メイソンらに過去の話をする。同日、セクションたちがハイチにあるドローンの送信施設を襲撃、ラウル・メネンデスを殺害（コール オブ デューティ ブラックオプス2）。
9月17日 EUの解散が全会一致で可決（コール オブ デューティ ブラックオプス3）。
- 2027年

日付不明 ロシア、ハンガリー、ルーマニア、チェコ共和国、ブルガリア、フィンランド、カザフスタン、ギリシャ、ウクライナが欧州横断条約(後のコモン・ディフェンス・パクト)を起草（コール オブ デューティ ブラックオプス3）。
- 2028年

1月3日 NATO、2030年までに軍事的役割を解消する事で合意（コール オブ デューティ ブラックオプス3）。
- 2036年

日付不明 イランが欧州横断条約に加盟した上で相互防衛条約に引き上げることを提案。欧州横断条約がコモン・ディフェンス・パクト(CDP)となる（コール オブ デューティ ブラックオプス3）。
- 2037年

日付不明 アメリカ国務長官ジョージ・ウィンズローがウィンズロー・アコード(WA)を創設（コール オブ デューティ ブラックオプス3）。

### 2040年代
- 2040年

コアレッセンス社が汎用歩兵ユニット(G.P.I.U, G.I.U, G.I.)の最初の改良型を市場に投入(コール オブ デューティ ブラックオプス3)。
- 2043年

9月5日 ジェシカ・メイソン・グリーン死亡(コール オブ デューティ ブラックオプス4)。
- 2045年

サバンナ・メイソン・マイヤーがスペシャリスト達を集める(コール オブ デューティ ブラックオプス4)。
- 2046年

54イモータルズ内部抗争でクーデターが発生。ゴウ王朝は一時的に崩壊し、ゴウ・ミンとゴウ・ショウラン姉弟は用心棒のジェイ・ジョンに預けられる(コール オブ デューティ ブラックオプス3)。
- 2048年

ジェイ・ジョンがクーデターを起こしたヒュン・ジェンを殺害。54イモータルズは再びゴウ一族によって指導される。

### 2060年代
- 2060年

6月2日 08:15過ぎ シンガポールマリーナ北岸のコアレッセンス社研究開発施設で爆発が発生。後に「コアレッセンス社の惨事」と呼ばれる災害となる(コール オブ デューティ ブラックオプス3)。
- 2065年

自然災害、気象の大変動、資源の枯渇などが続いた影響で“ウィンズロウ・アコード”と“コモン・ディフェンス・パクト”が台頭する。プレイヤーとジェイコブ・ヘンドリクスがプロメテウス計画へ参加し、ミッションをこなす(コール オブ デューティ ブラックオプス3)。

## モダン・ウォーフェアシリーズ(リブート版)

### 1990年代
- 1999年

日付不明 ロシア軍のロマン・バルコフ将軍の命令により、ロシア軍がウルジクスタンのリヤザビに侵攻。ハディル・カリムとファラ・カリムの両親と兄弟が殺害され、ハディルとファラはバルコフ将軍に捉えられる(コール オブ デューティ モダン・ウォーフェア)。

### 2000年代
- 2001年

日付不明 ジョン・プライス、イギリス陸軍歩兵隊に入隊。
- 2005年

ジョン・プライス、SASで頭角を表す。
- 2009年

日付不明 ウルジクスタンのトプラク収容所からファラとその仲間が脱走。ジョン・プライス中尉(当時)を含むSASが救援に現れ、ハディルを救出して収容所を制圧する(コール オブ デューティ モダン・ウォーフェア)。

### 2010年代
- 2010年

日付不明 ジョン・プライス、大尉に昇進。
- 2011年

日付不明 イムラン・ザカエフ、死去
- 2019年

4月6日 15:00 超国家主義派のテロ組織「インナーサークル」がカストビアのヴェルダンスク市街地にあるスタジアムを強襲した。SASのジョン・“ソープ”・マクタビッシュ軍曹はプライス、バーンズらブラボーチームと共にスタジアムに突入し、民間人を虐殺する「インナーサークル」のリーダー、ウラジミール・マカロフを生け捕りにする(コール オブ デューティ モダン・ウォーフェアⅢ)。
10月24日 05:30 ヴェルダンスク郊外にあるロマン・バルコフ将軍の私兵が警備する基地に塩素ガスが運び込まれた事を受け、CIA SADのアレックス・ケラーが海兵隊特殊部隊と共に基地を襲撃(コール オブ デューティ モダン・ウォーフェア)。
10月25日 15:30 ウルジクスタンのアクタビにて、アレックスがプライス大尉の紹介でウルジクスタン解放軍（ULF）司令官のファラ・カリム、その兄のハディルと接触(コール オブ デューティ モダン・ウォーフェア)。
10月25日 18:00 イギリスのロンドン、ピカデリーにてウルジクスタンの過激派組織「アル・カターラ（AQ）」によるテロが実行される。SASからロンドン警視庁 銃器専門司令部のテロ対策チーム(CTSFO)に出向していたカイル・“ギャズ”・ギャリック巡査が計画を掴み、対応するが交戦規定に縛られていたため後手に回ってしまう。戦闘終結後、ギャズはプライスにSASにスカウトされる(コール オブ デューティ モダン・ウォーフェア)。
10月27日 01:00 イギリスのカムデンタウンにあるAQ工作員の自宅をSASが襲撃(コール オブ デューティ モダン・ウォーフェア)。
10月28日 06:30 ウルジクスタンのラマザにある病院に潜伏するAQリーダーのウルフを捉えるため、アレックスはマーカス・グリッグス率いる海兵隊Demon Dogsと共に病院で交戦する(コール オブ デューティ モダン・ウォーフェア)。
10月28日 21:00 アレックスとファラ、ハディルはウルジクスタンのサカーラにあるアメリカ大使館にウルフを移送するが、AQ副官のブッチャーに襲撃されてしまう(コール オブ デューティ モダン・ウォーフェア)。
10月29日 22:30 ウルジクスタンのダッカリにあるウルフの潜伏先をCIA、SAS、ファラが共同で制圧し、ウルフは死亡する(コール オブ デューティ モダン・ウォーフェア)。
10月31日 17:00 ロシアのサンクトペテルブルクでプライス、カイル、ニコライの3人がブッチャーを捕獲し、彼の妻と息子をダシに尋問する(コール オブ デューティ モダン・ウォーフェア)。
11月1日 23:00 アル・カターラに匿われているハディルを探すため、カイルとプライスはモルドバのバウルチにあるバルコフの邸宅に潜入する(コール オブ デューティ モダン・ウォーフェア)。
11月3日 14:30 CIA、SAS、ウルジクスタン解放軍が共同でジョージアのボルジョミにあるバルコフ将軍の塩素ガス工場を襲撃する(コール オブ デューティ モダン・ウォーフェア)。アレックスが爆発に巻き込まれ、片足を無くす。
日付不明 プライス、「タスクフォース141（TF141）」を結成。

### 2020年代
- 2020年

日付不明 ローゼリン・"ローズ"・ヘルムズがジャッカルズからシャドウカンパニーへ転属する(コール オブ デューティ モダン・ウォーフェア、コール オブ デューティ モダン・ウォーフェアII オペレータープロフィール)。
- 2022年

5月22日 ジョン・"ソープ"・マクタビッシュがボムサイトの情報を掴み、パリや東京など複数の都市で対応に当たる。(コール オブ デューティ モダン・ウォーフェアⅢシーズン4 シネマティック)
7月15日 16:00 アダル連邦共和国のアル・マズラでロシアから武器供給を受ける取引をしていたイラン軍特殊部隊クドス部隊司令官のゴーブラニ将軍を殺害するため、TF141のサイモン・“ゴースト”・ライリー中尉、CIAのケイト・ラズウェル、アメリカ軍のハーシェル・シェパード将軍、フィリップ・グレイブス率いるシャドウカンパニーが協力し、ミサイルを発射、ターゲットを破壊する(コール オブ デューティ モダン・ウォーフェアII)。
8月12日 03:00 同盟国に弾道ミサイルを供与しようというシェパード将軍の立案でシャドウ・カンパニーがミサイルを輸送する任務に就くが、道中でロシアのPMCと遭遇してしまい、輸送部隊は全滅した。輸送自体が違法だったこともあり、シェパードとグレイブスは記録を隠蔽した(コール オブ デューティ モダン・ウォーフェアII)。
10月28日 01:30 AQに匿われているクドス部隊副官、ハッサン・ザイアニ少佐を確保する為、TF141のソープ、ゴースト率いる海兵隊チームがアル・マズラに乗り込むが、ハッサンの支援で強力になったAQの猛攻を受けている間にハッサンには逃げられてしまう。残党を片付け、周囲一帯を捜索していたソープ・ゴーストが見つけたのは、アメリカ製の弾道ミサイル移動発射機だった(コール オブ デューティ モダン・ウォーフェアII)。
10月28日 06:00 密輸拠点のアムステルダムにいたギャズとプライス大尉は、AQがメキシコ北部の国境の街「ラス・アルマス」の麻薬カルテルと組んでいることを突き止める(コール オブ デューティ モダン・ウォーフェアII)。
10月29日 08:00 プライス、ギャズ、ラズウェルは、カルテルとAQの会合に乗り込み、ハッサンの行方を尋問する(コール オブ デューティ モダン・ウォーフェアII)。
10月29日 22:00 アメリカとメキシコ国境付近で、メキシコ特殊作戦群「ロス・バケロス」隊長のアレハンドロ・ヴァルガス大佐と同期で副隊長のロドルフォ・パラ少佐がハッサンを見つけるも取り逃してしまう(コール オブ デューティ モダン・ウォーフェアII)。
10月30日 10:00 アレハンドロとロドルフォの元にTF141からソープ、ゴーストが合流。シャドウ・カンパニーの航空支援を受けつつ、ハッサンが匿われているカルテルの隠れ家に突入する(コール オブ デューティ モダン・ウォーフェアII)。
3時間後、ラス・アルマスの牙城にあるカルテルの屋敷に逃げ込んだハッサンを確保するも、拘束自体が違法なのでハッサンのスマホのGPS情報を入手し解放する(コール オブ デューティ モダン・ウォーフェアII)。
10月31日 11:00 ハッサンの通信履歴から、スペイン外洋にある島の孵化場がカルテルの密輸拠点の一つとなっていることを突き止めたラズウェル。プライス、ギャズと共に調査に向かい沖合でボートから援護していたが、AQに見つかり拐われてしまう(コール オブ デューティ モダン・ウォーフェアII)。
11月1日 16:00 AQに拐われたラズウェルは隣国のウルジクスタンを経由し、アル・マズラに移送されようとしていた。そこでプライスは、3年前の戦友であるウルジクスタン解放軍（ULF）に協力を要請。ファラやヘリコプター支援のため駆けつけたニコライと共のにAQの車列を強襲。無事にラズウェルを奪還する(コール オブ デューティ モダン・ウォーフェアII)。
11月1日 23:00 ラス・アルマス・カルテル副官のディエゴの屋敷で、2日前にカルテルの隠れ家を強襲した犯人探しの為のVIP会合が開かれると知ったソープたち。ソープは情報を餌に丸腰で屋敷に乗り込む。ディエゴとカルテルお抱えの殺し屋・ヴァレリアの前で情報提供したソープは、変装して潜入していたアレハンドロと共に、カルテルのリーダー「エル・シン・ノンブレ」がいる屋敷のペントハウスに突入し、シン・ノンブレを捕える。シン・ノンブレの正体は先程ソープを尋問したヴァレリアで、元々はメキシコ特殊部隊に所属していたアレハンドロの元同僚だった(コール オブ デューティ モダン・ウォーフェアII)。
11月2日 17:00  ヴァレリアから得た情報により、2発目のミサイルがメキシコ湾にある石油リグにあることが判明。ソープ、ゴースト、アレハンドロ、シャドウカンパニーが乗り込み、ミサイルを石油リグごと破壊することに成功する(コール オブ デューティ モダン・ウォーフェアII)。
11月3日 00:00 突如としてグレイブスとシャドウカンパニーが反乱を起こし、ロドルフォを除く「ロス・バケロス」を拘束。ゴースト、ソープ、ハッサンを見つけ出し処刑するためにラス・アルマスの汚職警官を次々と尋問し、虐殺してゆく。丸腰となってしまったソープは、ゴーストと合流するためにゲリラ戦に身を投じることになる(コール オブ デューティ モダン・ウォーフェアII)。
11月3日 04:00 ソープとゴーストは、「ロス・バケロス」の中で唯一無事だったロドルフォと合流し、郊外の刑務所へ「ロス・バケロス」を解放しにいく。脱出の際には、プライス大尉とギャズも合流した(コール オブ デューティ モダン・ウォーフェアII)。
11月3日 16:30 プライス、ソープ、ゴースト、ギャズ、ロス・バケロス達は「ゴーストチーム」として特殊部隊の基地を奪還しに潜入。シャドウカンパニーから基地を開放し、幽閉し続けていたヴァレリアから、3発目のミサイルのありかを聞き出す(コール オブ デューティ モダン・ウォーフェアII)。
11月4日 02:00 3発目のミサイルとハッサンの身柄はシカゴにあるというヴァレリアからの情報を受け、ロス・バケロスに別れを告げたTF141一行はシカゴにあるAQのビルに潜入。激しい戦闘の末、ペンタゴンに向け発射されたミサイルの自爆・ハッサンの殺害に成功し、一連の戦闘が終結する(コール オブ デューティ モダン・ウォーフェアII)。
- 2023年

11月10日 02:00 「インナーサークル」の後身組織であるロシアの民間軍事会社（PMC）「コンニ・グループ」は、中東のカストビア海にあるゾルダヤ刑務所を襲撃。「囚人627号」ことマカロフを脱獄させる(コール オブ デューティ モダン・ウォーフェアⅢ)。
11月10日 06:00 コン二・グループは、ウルジクスタンの北港を襲撃しシャドウカンパニーが供与し、ウルジクスタン解放軍（ULF）が保有する米国製ミサイルを二発を鹵獲。ULF司令官のファラ・カリム、シャドウカンパニーはそのミサイルにGPSトラッカーを取り付けミサイルの行方を追った(コール オブ デューティ モダン・ウォーフェアⅢ)。
11月10日 09:00 マカロフ脱獄後、「コンニ・グループ」はウルジクスタン中で多方面に部隊を派遣した。CIAは、そのうちの一つが原子力発電所に集結していることを掴んだ。TF141は原子力発電所に潜入するが、「コンニ・グループ」は致死性が高い高濃度のサリンガスを持って行ってしまった(コール オブ デューティ モダン・ウォーフェアⅢ)。
11月11日 15:00 ウルジクスタン北港から盗まれたミサイルを追跡すると、冷戦の遺物であるバンカーにたどり着いた。TF141は、分担してミサイル発射を阻止するためにバンカーを封じ込めるが、もう片方のバンカーから弾頭に化学兵器を積んだ2発のミサイルが発射されてしまう(コール オブ デューティ モダン・ウォーフェアⅢ)。
一方、ラズウェルは協力者のユーリ・ヴォルコフに会うためにニコライ協力のもと厳重な警備を掻い潜りカストビアのアークロフ軍事基地に潜入した。ユーリと会った直後、基地に2発のミサイルが着弾する。ラズウェルはユーリと別れ、命からがら脱出する(コール オブ デューティ モダン・ウォーフェアⅢ)。
11月11日 19:30 元ULFのサマラはハイジャックに巻き込まれる。あれよあれよと言う間にハイジャック犯に仕立て上げられ、最終的にはマカロフに自爆ベストを着させられる。マカロフがパラシュートで脱出した直後に自爆ベストが爆発し、多くのロシア人乗客を乗せてカストビアからソチに向かっていたロシア航空761便はウルジクスタンに墜落する(コール オブ デューティ モダン・ウォーフェアⅢ)。
11月11日 21:30 ロシア航空761便の墜落現場をコンニ・グループが押さえ、墜落事件をULFの仕業だと見せかけるための偽装工作を行なっていた。ULFのファラとULFの実質的な副官であるCIAのアレックスは、偽の証拠を隠滅するために墜落現場に潜入する(コール オブ デューティ モダン・ウォーフェアⅢ)。
11月12日 19:00 長らく居場所が不明だったシェパード将軍から連絡があり、自身の返り咲きを条件に、マカロフに資金提供するオリガルヒのミレーナ・ロマノヴァが所有するプライベートアイランドの情報を提供される。ソープはゴーストとラズウェルの支援を受けつつ島に潜入しミレーナを確保。マカロフの居場所を突き止める(コール オブ デューティ モダン・ウォーフェアⅢ)。
11月13日 11:00 コンニ・グループが前哨基地として使うサンクトペテルブルクの高層アパートをギャズとプライスが襲撃。コンニ・グループのNo.2、アンドレイ・ノーランを生け取りにする(コール オブ デューティ モダン・ウォーフェアⅢ)。
11月14日 09:30 ノーランとマカロフの通信を傍受したところ、廃墟と化したソ連の刑務所に“誰か“を運ぶということが分かる。TF141とファラは車列を襲撃するが、運ばれていたのはシェパード将軍だった。ギャズの助言もあり、TF141はシェパードと共に回収地点に向かう(コール オブ デューティ モダン・ウォーフェアⅢ)。
11月16日 03:00 取引に応じたシェパード将軍から、マカロフがヴェルダンスクにあるゴラのダムをコンニ・グループに命じていたとの情報を得た。ダムを爆破して大勢の人々を殺し、その罪をULFと西側に擦りつけようとしているのだ。ソープとゴーストはニコライとラズウェルの支援を受けつつダムに設置された爆弾解除に取り掛かる(コール オブ デューティ モダン・ウォーフェアⅢ)。
11月16日 06:00 ゴラダムの爆破計画阻止に成功し、間髪おかずにプライスとギャズは、ULFと共に因縁の相手であるシャドウ・カンパニーの航空支援を受けつつウルジクスタン北部にあるコンニ・グループが前線基地として使う滑走路を襲撃する。プレイヤーはシャドウの射撃手として地上チームを援護する(コール オブ デューティ モダン・ウォーフェアⅢ)。
11月21日 16:00 マカロフがいたと思われていたウルジクスタンの基地を破壊したものの、マカロフは未だに生きていた。MI6によると、TF141の地元・ロンドンでその筋では有名なハッカーとコンニの買い手が会うとのこと。TF141はロンドン警視庁の対テロ特殊部隊・SFOと共にハッカーからUSBドライブを受け取った買い手を追って歩行者用トンネルに突入する(コール オブ デューティ モダン・ウォーフェアⅢ)。
11月21日 17:00 USBドライブの情報から、コンニは「トロイの木馬」で列車を制御していることが分かった。そして、英仏海峡トンネルの渡り線の防犯カメラにマカロフの姿が捉えられていた。TF141、SFOが現場に急行すると、そこには「汚い爆弾（ダーティボム）」が設置されていた。先に現場に到着したソープとプライスが爆弾解除を試みるもそこにマカロフが現れ、抵抗虚しくヘッドショットを喰らいソープは死亡する。直後にゴースト、ギャズらが到着し爆弾の解除に成功するが、マカロフを取り逃してしまう(コール オブ デューティ モダン・ウォーフェアⅢ)。